# Haematopota biharensis
Haematopota biharensis är en tvåvingeart som beskrevs av Stone och Philip 1974. Haematopota biharensis ingår i släktet Haematopota och familjen bromsar. Inga underarter finns listade i Catalogue of Life.